# 深海 (專輯)
《深海》，是日本樂團Mr.Children的第5張專輯。1996年6月24日發行。

## 簡介
前作《Atomic Heart》約1年10個月之後發行。是Mr.Children的首張概念專輯。1995年12月下旬至1996年4月上旬製作。
當時人氣絕頂的Mr.Children在這張專輯之前已經有《Tomorrow never knows》到《無名的詩》五首銷量均超過百萬的大熱單曲尚未收錄入原創專輯，不過Mr.Children以大多數歌曲不切合專輯的概念主題為由，決定不收錄前四首，只收錄了《無名的詩》。《花 -Mémento-Mori-》是這張專輯的先行單曲；《機關槍連續掃射》在專輯發售之後則獨立發行單曲。
沒有收錄入這張專輯的四首歌，之後都在被認為是平行製作的另一張原創專輯《BOLERO》（1997年）中收錄。
專輯的完整性甚高，曲目之間的銜接行如流水；開篇曲目《Dive》和銜接曲目《Making Songs》、《So Let's Get Truth》都毫不突兀地將前後的主題轉折。如同專輯名稱「深海」，整張專輯如在深海中尋找著什麼的「腔棘魚」，暴露著人們普遍的內心陰暗面。因此這張專輯被認為當時是站立在樂壇巔峰的Mr.Children最憂鬱、迷幻與徬徨的心態集大成。
《深海》也被普遍認為是Mr.Children的「最高傑作」。大多數音樂批評家都給了這張專輯很高的評價，南方之星的主唱桑田佳祐對其讚不絕口。
發售後的首週銷量就達153萬張，創下當時日本史上初動銷量最高的紀錄。總銷量達274.5萬張，是Mr.Children銷量第三高的專輯，日本歷代專輯銷量第31位。1996年度日本專輯銷量第6位。

## 收錄曲目
1. Dive
2. 腔棘魚（シーラカンス）
3. 信紙
4. 平凡的Love Story ～男女問題老是個麻煩～（ありふれた Love Story 〜男女問題はいつも面倒だ〜）
5. Mirror
6. Making Songs
7. 無名的詩（名もなき詩）
8. So Let's Get Truth
9. 機關槍連續掃射（マシンガンをぶっ放せ）
10. 從那放著搖籃的山丘上（ゆりかごのある丘から）
11. 虜
12. 花 -Mémento-Mori-
13. 深海

## 外部連結
- 唱片介紹 Mr.Children官方網站